# نادرست (ترانه)
«نادرست» (به انگلیسی: Wrong) (نوشتاری: «wRoNg») تک‌آهنگی از هنرمند اهل بریتانیایی زین مالیک به همراهی خواننده آمریکایی کلانی است.